# سیارک ۱۰۱۷۳
سیارک ۱۰۱۷۳ (به انگلیسی: 10173 Hanzelkazikmund، نامگذاری:1995HA) ده هزار و صد و هفتاد و سومین سیارک کشف شده‌است که در ۲۱ آوریل ۱۹۹۵ کشف شد.
قدر مطلق سیارک برابر ۱۴٫۷۰ است.